# 梅森和迪克逊
《梅森和迪克逊》（英語：Mason & Dixon）是托马斯·品钦所写的一部史诗式后现代主义小说，初版于1997年。

## 名句
“事实不过是律师们的玩物”

“谁呼唤真理，真理就遗弃谁”